# Reprezentacja uchodźców na Mistrzostwach Świata w Lekkoatletyce 2017

Prowizoryczna flaga reprezentacji uchodźców używana podczas relacji telewizyjnych.

Reprezentacja uchodźców na Mistrzostwach Świata w Lekkoatletyce 2017 – reprezentacja uchodźców podczas Mistrzostw Świata w Londynie liczyła 5 zawodników, którzy nie zdobyli medalu. Zawodnicy tej ekipy występowali pod flagą IAAF.

## Skład reprezentacji
Mężczyźni
| Zawodnik                 | Konkurencja         | Eliminacje | Eliminacje | Półfinał | Półfinał | Finał | Finał   |
| Zawodnik                 | Konkurencja         | Wynik      | Pozycja    | Wynik    | Pozycja  | Wynik | Pozycja |
| ------------------------ | ------------------- | ---------- | ---------- | -------- | -------- | ----- | ------- |
| Kadar Omar Abdullahi     | Bieg na 5000 metrów | 14:32,67   | 35.        | —        | —        | NQ    | NQ      |
| Ahmed Bashir Farah       | Bieg na 800 metrów  | 1:50,04    | 40.        | NQ       | NQ       | NQ    | NQ      |
| Dominic Lokinyomo Lobalu | Bieg na 1500 metrów | 3:52,78    | 40.        | NQ       | NQ       | NQ    | NQ      |

Kobiety
| Zawodniczka   | Konkurencja         | Eliminacje | Eliminacje | Półfinał | Półfinał | Finał | Finał   |
| Zawodniczka   | Konkurencja         | Wynik      | Pozycja    | Wynik    | Pozycja  | Wynik | Pozycja |
| ------------- | ------------------- | ---------- | ---------- | -------- | -------- | ----- | ------- |
| Rose Lokonyen | Bieg na 800 metrów  | 2:20,06    | 45.        | NQ       | NQ       | NQ    | NQ      |
| Angelina Nadi | Bieg na 1500 metrów | 4:33,54    | 43.        | NQ       | NQ       | NQ    | NQ      |